# 克莱·埃文斯
克莱·埃文斯（英語：Clay Evans，1953年10月28日—），加拿大男子游泳运动员。他曾代表加拿大参加1972年和1976年夏季奥林匹克运动会游泳比赛，其中1976年奥运会获得一枚银牌。